# Хари, Армин
Армин Эрих Хари (нем. Armin Erich Hary; 22 марта 1937, Квиршид) — немецкий легкоатлет, двукратный чемпион Игр XVII Олимпиады, двукратный чемпион Европы, первый легкоатлет, пробежавший 100 метров ровно за 10 секунд.

## Биография
Армин Хари родился в 1937 году в небогатой шахтёрской семье, в детстве увлекался футболом, гандболом и игрой на скрипке. С 16 лет занимался десятиборьем в клубе «Саарбрюккен», но свои лучшие результаты демонстрировал в беге на короткие дистанции и в итоге стал спринтером. В возрасте 18 лет Хари пробегал стометровку за 11,3 с, а в 1957 году стал вице-чемпионом ФРГ с результатом 10,5. Первых международных успехов в карьере спортсмен добился на чемпионате Европы 1958 года в Стокгольме, одержав победу в забеге на 100 м и став чемпионом в составе спринтерской эстафетной команды.
6 сентября 1958 года во Фридрихсхафене Армин Хари впервые пробежал стометровку за 10 секунд, что было быстрее мирового рекорда на 0,1 с, но судьи не засчитали результат, мотивируя это тем, что уклон дорожки, по которой бежал спортсмен, на 9 мм превышал допустимое значение.
Следующие попытки взятия мирового рекорда состоялись 21 июня 1960 года на традиционном соревновании «Мировой класс в Цюрихе». Легкоатлетическая федерация ФРГ поначалу препятствовала своим атлетам выступать в Цюрихе, желая поберечь их силы перед Олимпиадой в Риме, и к тому времени, когда разрешение всё же было дано, свободных билетов на самолёт уже не осталось. В итоге Армину Хари пришлось добираться на грузовом самолёте и, едва успев отдохнуть, выходить на беговую дорожку. На стадионе «Летцигрунд» он снова показал результат 10,0, однако получил от судей обвинение в фальстарте. Обжаловав судейское решение, Хари добился права на повторный забег и также пробежал 100-метровую дистанцию ровно за 10 секунд. Только после этого новый мировой рекорд был официально зарегистрирован.
В том же 1960 году Армин Хари, выступая за Объединённую германскую команду, стал двукратным чемпионом Олимпийских игр в Риме. 1 сентября в финале бега на 100 м судьи трижды возвращали атлетов на стартовую линию из-за того, что Хари, по их мнению, опять нарушил правила. Наконец, в четвёртой попытке немецкий спринтер финишировал со временем нового олимпийского рекорда — 10,2. Спустя неделю он завоевал золотую медаль в составе эстафетной команды — вместе с Берндом Кульманом, Вальтером Малендорфом и Мартином Лауэром. В финале немцы показали второе время, однако опередившая их сборная США получила дисквалификацию из-за ошибки при передаче эстафетной палочки. Результат немецкой четвёрки (39,5) стал повторением мирового рекорда.

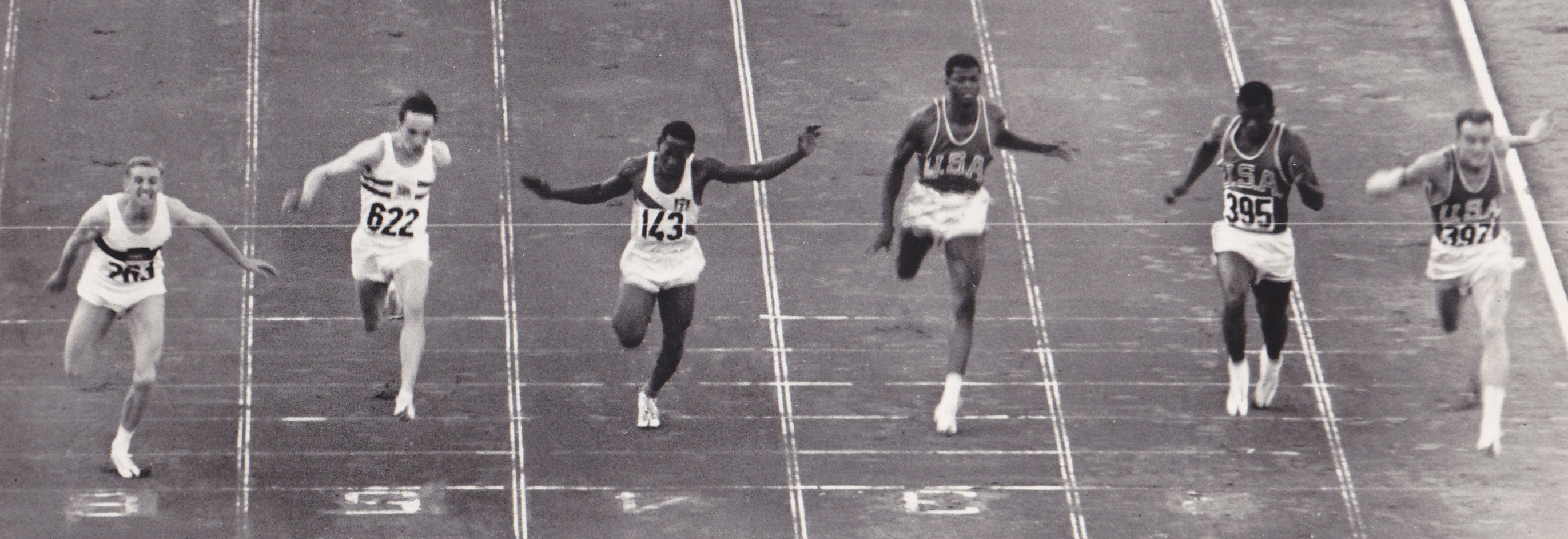
Финал в беге на 100 м на Олимпийских играх в Риме. Первый слева — Армин Хари

Сильным качеством Армина Хари как спринтера являлась отменная реакция — способность реагировать на стартовый выстрел на 0,05—0,07 с быстрее соперника, благодаря которой он уже к пятнадцатому метру дистанции уходил далеко вперёд, что в условиях отсутствия в то время электронной аппаратуры столь часто заставляло судей фиксировать фальстарты у немецкого спортсмена. 1 мая 1961 года, в 24-летнем возрасте, Хари, которого на родине за цвет волос и скорость называли «Белой Молнией», объявил о завершении карьеры. Расставание с лёгкой атлетикой ускорили автомобильная авария в ноябре 1960 года и неоднократные конфликты с национальной легкоатлетической федерацией, выливавшиеся в продолжительные дисквалификации спортсмена — сначала на 6 недель за дополнительные затраты в 70 марок при поездке на одно из соревнований, затем на 9 месяцев за критические высказывания в адрес спортивных чиновников страны.
После ухода из спорта Армин Хари работал в сфере недвижимости. С 2006 года руководит фондом AHA-F, помогающим заниматься спортом детям из малообеспеченных семей. 11 мая 2011 года Армин Хари был принят в Зал славы немецкого спорта.

## Достижения
| Год                             | Соревнование     | Город     | Дисциплина       | Место | Результат | Примечание         |
| ------------------------------- | ---------------- | --------- | ---------------- | ----- | --------- | ------------------ |
| ФРГ                             |                  |           |                  |       |           |                    |
| 1958                            | Чемпионат Европы | Стокгольм | 100 м            | 1-е   | 10,3      |                    |
| 1958                            | Чемпионат Европы | Стокгольм | Эстафета 4×100 м | 1-е   | 40,2      |                    |
| Объединённая германская команда |                  |           |                  |       |           |                    |
| 1960                            | Олимпийские игры | Рим       | 100 м            | 1-е   | 10,2      | Олимпийский рекорд |
| 1960                            | Олимпийские игры | Рим       | Эстафета 4×100 м | 1-е   | 39,5      | =                  |

## Государственные награды
- Рыцарский крест ордена «За заслуги перед Федеративной Республикой Германия» (2008).